# Mandarin Oriental Hyde Park Hotel
Pour les articles homonymes, voir Mandarin Oriental.
Le Mandarin Oriental Hyde Park Hotel de Londres est un hôtel cinq étoiles situé dans le quartier londonien de Knightsbridge, au Royaume-Uni, qui appartient et est géré par le groupe hôtelier Mandarin Oriental. Installé dans un bâtiment historique de style édouardien, l’hôtel a été ouvert au public en 1902 sous le nom de Hyde Park Hotel.
En 1996, Mandarin Oriental Hotel Group rachète l'immeuble qui doit être entièrement rénové.
En juin 2018, le Mandarin Oriental Hyde Park de Londres achève la plus vaste restauration de ses 115 ans d'histoire. L'hôtel est endommagé par un incendie le 6 juin 2018, principalement confiné à la cour extérieure de l'hôtel et ayant un impact limité sur les intérieurs. Il est alors temporairement fermé.

## Histoire

### 1889–1996
Surplombant Hyde Park à Londres d'un côté et Knightsbridge de l'autre, l'hôtel a été construit en 1889 en tant que "Gentleman's Club".
Le projet, connu à l'origine sous le nom de Hyde Park Court, avait été annoncé en août 1887, mais avait été retardé par des désaccords sur la planification, notamment la hauteur proposée, qui devait être le plus haut bâtiment de Londres. Les habitants indignés craignaient qu'une ombre ne soit projetée sur le lac Serpentine à Hyde Park et ont menacé de forcer les constructeurs à réduire le nombre d'étages en installant une barrière en bois bloquant la lumière aux étages inférieurs. Un projet de loi qui échoua a été présenté au Parlement afin de réduire la restriction imposée aux bâtiments de 100 à 60 pieds. Le design original de l'hôtel est donc resté.
L'extérieur est constitué de briques rouges et de pierres de Portland dans un style éclectique franco - flamand. Le hall, entrée sur Knightsbridge par des portes battantes en noyer sculpté, était revêtu de marbre coloré et avait un plafond décoré de fresques, ainsi qu’une cheminée en marbre et une horloge en marbre. Des escaliers en marbre blanc flanqués de balustrades menaient au rez-de-chaussée supérieur. Ce style de décoration continuait dans les principales salles communes, y compris la salle de petit-déjeuner et la salle à manger donnant sur Hyde Park.

### Mandarin Oriental Hyde Park, Londres
Mandarin Oriental Hotel Group a acheté la propriété en 1996 et a procédé à une rénovation complète de l’hôtel de 57 millions de livres sterling, ainsi qu’à une nouvelle conception des restaurants et du bar. Le Mandarin Oriental Hyde Park de Londres a rouvert ses portes en mai 2000. En juin 2018, une restauration complète du Mandarin Oriental Hyde Park a été achevée. La designer de renommée internationale, Joyce Wang, a supervisé la refonte des chambres, des suites et des espaces publics.

### Incendie majeur
En 1899, un incendie se déclara sur la propriété, endommageant les trois étages supérieurs de l'aile de Knightsbridge et détruisant une partie du toit, y compris la tourelle centrale en fer et verre. Tous les occupants ont réussi à s'évader, malgré les échelles de la brigade anti-incendie qui n'atteignaient que la moitié du bâtiment.
Après les travaux de rénovation, le bâtiment a rouvert ses portes en 1902 au Hyde Park Hotel, le plus récent et le plus grand hôtel de Londres. Les plafonds et les sols en marbre avaient survécu et des cheminées d’époque de style Louis XV et XVI ont été installées, tandis que le mobilier rappelait celui de Sheraton et Hepplewhite du XVIIIe siècle.
Entre 1911 et 1912, la salle de bal a été redécorée dans un style Louis XVI. En 1925, les architectes Charles Frédéric Mewès et Arthur Joseph Davis ont également remodelé certaines des pièces principales dans un style Louis XV traditionnel.
Le 6 juin 2018, un incendie s'est à nouveau déclaré, qui aurait été causé par des travaux de soudure, mais aucun membre du personnel ni invité n'a été blessé. L'hôtel est temporairement fermé.

### Une entrée royale
En tant que "Gentleman's Club" privé, l'entrée de l'immeuble se faisait par la Loggia, mais en 1902, lors de la réouverture de l'hôtel Hyde Park, l'adresse postale fut changée d'Albert Gate à 66 Knightsbridge. La tradition veut que la reine n'autorise aucune forme de publicité dans le parc. Elle a donc insisté pour que l'entrée principale, avec le nom de l'hôtel au-dessus, soit déplacée du côté du parc à Knightsbridge. La reine a également demandé que l'entrée d'origine soit préservée pour une utilisation royale, à moins d'une autorisation contraire de la maison royale, qui a été confirmée depuis. Les portes ont été ouvertes lors du couronnement du roi George VI et de la reine Elizabeth en 1937, lorsque la Couronne a donné la permission spéciale aux invités d'utiliser l'entrée du parc.
Aujourd'hui, les clients du Mandarin Oriental Hyde Park de Londres peuvent toujours participer à cette tradition de l'hôtel en demandant la permission aux Parcs royaux d'utiliser «l'entrée royale» pour des occasions spéciales. Parmi les invités qui ont été autorisés à accéder à cette entrée figurent des membres de la famille impériale japonaise, l'ancien Premier ministre sud-africain Hertzog et un président de l'Ouganda.

### Événements remarquables
De nombreux événements importants ont eu lieu à l'hôtel Hyde Park, comme le mariage argenté de Lady Doris Vyner en 1948, avec le roi et la reine comme invités d'honneur, et le bal de Balaclava, organisé par les cinq régiments de cavalerie ayant pris part à la Bataille de Balaclava, à laquelle assista également la reine, le Prince Philip et feue la reine mère.
Parmi les autres célébrations figurent la production en 1992 de « Pavarotti in the Park», l'un des plus grands concerts en plein air du pays, l'anniversaire en 1995 du Jour de la Victoire en Europe, au cours duquel sept chefs d'État et leurs délégations ont élu domicile, et « Party in the Park », l'un des plus grands événements musicaux d'Europe. Margaret Thatcher était l'hôte de la célébration du 80e anniversaire de la Reine et du duc d'Édimbourg, ainsi que des anciens premiers ministres John Major et Tony Blair, de l'ancien vice-président du parti conservateur Jeffrey Archer et des artistes Shirley Bassey et Joan Collins parmi d'autres.

## Restaurants et bar
Les intérieurs des restaurants et du bar ont été créés par le designer Adam Tihany. L'hôtel abrite trois restaurants: Dinner par Heston Blumenthal, le Bar Boulud, London et le Rosebery Lounge, ainsi que le bar Mandarin.

## Le Spa
Dans le cadre d'une restauration du Mandarin Oriental Hyde Park, le Spa a été entièrement rénové et a rouvert le 1er juin 2018, le nombre de salles de traitement étant passé de 9 à 13. [réf. nécessaire]

## Voir également
- Mandarin Oriental, Hong Kong
- Mandarin Oriental, Bangkok
- Mandarin Oriental Paris
- Mandarin Oriental, New York
- Mandarin Oriental, Miami